# Ингрэхэм (трасса)
Трасса Ингрэхэм, другое название — трасса Северо-Западных территорий 4, начинается в столице территорий городе Йеллоунайф и идёт на восток до озера Тиббит, Северо-западные территории, Канада. Общая протяженность трассы 69,2 км. Первые 29 км трассы асфальтированы, далее идёт гравийная дорога.
После 70 км трассы начинается частная автодорога, работающая в зимний период и связывающая город с многочисленными алмазными приисками. Зимняя трасса занимает 10 место среди самых опасных дорог Канады, так как 85 процентов её расположено на поверхности замёрзших озёр.

## Туристический маршрут
Трасса проходит вдоль многочисленных озёр с оборудованными местами для пикника и является одноимённым автомобильным туристическим маршрутом.
Трасса проходит по докембрийскому массиву. Вдоль туристического автомобильного маршрута находится множество озёр, пешеходных маршрутов, мест для спуска на воду лодок и каноэ, пикников и рыбалки. Ниже перечислены 8 территориальных парков Северо-Западных территорий, которые доступны вдоль маршрута Ингрэхэм-Трэйл.
| Название                                    | Расстояние от начала маршрута, км | Примечания |
| ------------------------------------------- | --------------------------------- | --- |
| Территориальный парк Йеллоунайф-Ривер       | 7,7                               | Расположен на реке Йеллоунайф. Нет мест для ночёвки. |
| Территориальный парк Проспероус-Лейк        | 19,7                              | С берега открывается только часть озера. Нет мест для ночёвки и пикника.                                                                                                   |
| Территориальный парк Мэделин-Лейк           | 24,0                              | Нет мест для ночёвки. |
| Территориальный парк Понтун-Лейк            | 26,4                              | Небольшой полуостров на озере Понтун. Короткие пешеходные маршруты. Нет мест для ночёвки.                                                                                  |
| Территориальный парк Прелюд-Лейк            | 28,0                              | Крупнейший оборудованный парк на маршруте. 44 оборудованных места для кемпинга. Песчаные пляжи. Пешеходные маршруты.                                                       |
| Территориальный парк Хидден-Лейк            | 44,0                              | 300 км² водного парка. Кемпинг разрешён, но не оборудован. Две площадки для пикника: Паудер-Пойнт (с информационным табло) и Камерон-Фоллс. Пешеходный маршрут к водопаду. |
| Территориальный парк Камерон-Ривер-Кроссинг | 53,9                              | Места для пикника на берегу реки, короткий маршрут к подножию водопада Рампартс.                                                                                           |
| Территориальный парк Рид-Лейк               | 61,0                              | 76 оборудованных мест для кемпинга. Пешеходные маршруты. Рыбалка, каноэ.                                                                                                   |

Озеро Тиббит не имеет оборудованных мест для кемпинга или пикника.